# Korczyński
Korczyński – polskie nazwisko.
Osoby noszące nazwisko „Korczyński”:
- Adam Korczyński (XVII w.) – polski poeta wierszopis
- Ignacy Korczyński (1948-) – polski entomolog
- Michał Korczyński (1784-1839) – biskup przemyski
- Edward Korczyński (1844-1905) – polski lekarz internista
- Ludomił Korczyński (1867—1936) – polski lekarz balneolog
- Antoni Korczyński (1879-1929) – polski chemik organik
- Antoni Marian Korczyński (1897-1940) – podpułkownik dyplomowany Wojska Polskiego
- Grzegorz Korczyński vel Stefan Kilanowicz (1915-1971) – generał broni Wojska Polskiego